# Eleazar ben Arach
Eleazar ben Arach (in ebraico רבי אלעזר בן ערך ‎?; Israele, I secolo – ...) è stato un rabbino ebreo antico, saggio Tanna della 2ª generazione (80 - 110 e.v.).
Tra i primi discepoli di Yochanan ben Zakai, dilettava il suo maestro per saggezza e profondità, cosicché riceveva da lui molti encomi e felicitazioni. Si diceva: "Se tutti i saggi di Israele fossero posti sul piatto di una bilancia, e Eleazar ben Arach sull'altro, egli peserebbe più di tutti." Yochanan lo descriveva come un "torrente in piena" o "una fonte perenne".

## Analisi
Yochanan una volta chiese ai suoi studenti: "Qual è quella cosa che una persona dovrebbe amare di più?" Gli furono date molte risposte, tra cui quella di Eleazar, che diceva: "un buon cuore"; al che Yochanan ribatté, "Preferisco la soluzione di Eleazar a tutte quelle vostre, poiché le vostre sono incluse nella sua". Nuovamente, Yochanan chiese: "Qual è la cosa peggiore, quella che una persona dovrebbe evitare di più?" Anche in questo caso, la risposta di Eleazar, "Un cuore cattivo", fu la preferita del maestro, poiché includeva tutte le altre
Eleazar si distinse anche per l'interpretazione mistica del Tanakh, a tal punto che il suo maestro esclamò estaticamente: "Felice sei tu, O padre Abramo, dai cui lombi si generò Eleazar ben Arach". Fu applicata ad Eleazar, i cui consigli furono spesso ricercati e sempre utili, l'espressione biblica: "Tutto quello che fa prospererà" (1:3). I beneficiari dei suoi consigli lo chiamavano "Profeta", ma lui rispondeva "Non sono un profeta né figlio di un profeta, ma i miei insegnanti mi hanno trasmesso la verità tradizionale che ogni consiglio asservente la promozione della gloria di Dio realizza buoni risultati." Il suo motto era: "Sii diligente nel perseguimento dello studio; sii preparato a rispondere all'Epicureo [cioè, l'eretico]; e sappi per chi tu lavori e chi ti ricompenserà di tal lavoro."
Il nome di Eleazar è collegato solo a pochi halakhot (opinioni/decisioni legali) e a una midrash halakhica. Il motivo di questa deludente scarsità di sue dottrine e detti si trova nella storia del periodo immediatamente successivo alla morte di Yochanan ben Zakai. I discepoli avevano poi scelto Yavne come base per le loro attività, mentre Eleazar se n'era andato Emmaus, residenza della moglie - un luogo particolarmente salutare, favorito da acqua buona, clima piacevole e bagni caldi.
Separato dai suoi colleghi, le sue facoltà si affievolirono e si dice che gradualmente dimenticasse tutto ciò che aveva imparato. In seguito fu indicato come un avvertimento per gli individualisti; il Talmud applicava a lui il motto di Nehorai: "Vai in un posto dove si studia la Torah e non dire che la Torah ti seguirà, perché sono i tuoi compagni che ne renderanno il possesso permanente. Non fare affidamento sulla tua comprensione individuale."